# Landrat du canton de Bâle-Campagne
Législature 2023 - 2027
Landeskanzlei
Le Landrat du canton de Bâle-Campagne (en allemand : Landrat des Kantons Basel-Landschaft) est le parlement du canton suisse de Bâle-Campagne.

## Organisation et compétences
Le Landrat se compose de 90 membres. Il siège à Liestal et se réunit en général deux fois par mois, le jeudi, sauf en juillet et en août,.
Il élit parmi ses membres un président et deux vice-présidents, pour un mandat d'un an. Il élit également le président et le vice-président du Conseil d'État, pour une durée d'un an.
La législature commence le 1er juillet suivant les élections.

## Système électoral
Le Landrat est élu au scrutin proportionnel pour une durée de quatre ans,. Les mandats sont limités à quatre législatures successives. 
Les sièges sont répartis entre les douze cercles électoraux en fonction de leur nombre d'électeurs, chaque cercle électoral ayant droit a six sièges au moins,. Les cercles électoraux sont réunis en quatre régions électorales pour la répartition des mandats entre les partis, selon le quotient de Hagenbach-Bischoff,, . 
Les cercles électoraux, les régions électorales et le nombre de mandats sont les suivants pour les élections de 2023, :
| Cercle électoral (région électorale) | Communes | Sièges   |
| Allschwil (région 1)                 | Allschwil, Schönenbuch | 7        |
| Binningen (région 1)                 | Binningen, Bottmingen | 7        |
| Oberwil (région 1)                   | Biel-Benken, Ettingen, Oberwil, Therwil | 10 (+ 1) |
| Reinach (région 2)                   | Aesch, Pfeffingen, Reinach | 10       |
| Münchenstein (région 2)              | Arlesheim, Münchenstein | 6 (- 1)  |
| Muttenz (région 2)                   | Birsfelden, Muttenz | 8 (- 1)  |
| Laufen (région 2)                    | Blauen, Brislach, La Bourg, Dittingen, Duggingen, Grellingen, Laufon, Liesberg, Nenzlingen, Roggenburg, Röschenz, Wahlen, Zwingen                                  | 6        |
| Pratteln (région 3)                  | Arisdorf, Augst, Frenkendorf, Füllinsdorf, Giebenach, Hersberg, Pratteln                                                                                           | 8        |
| Liestal (région 3)                   | Bubendorf, Lausen, Liestal, Lupsingen, Ramlinsburg, Seltisberg, Ziefen                                                                                             | 9        |
| Sissach (région 4)                   | Böckten, Buckten, Diepflingen, Häfelfingen, Itingen, Känerkinden, Läufelfingen, Nusshof, Rümlingen, Sissach, Tenniken, Thürnen, Wintersingen, Wittinsburg, Zunzgen | 7 (+1)   |
| Gelterkinden (région 4)              | Anwil, Buus, Gelterkinden, Hemmiken, Kilchberg, Maisprach, Oltingen, Ormalingen, Rickenbach, Rothenfluh, Rünenberg, Tecknau, Wenslingen et Zeglingen               | 6        |
| Waldenburg (région 4)                | Arboldswil, Bennwil, Bretzwil, Diegten, Eptingen, Hölstein, Lampenberg, Langenbruck, Lauwil, Liedertswil, Niederdorf, Oberdorf, Reigoldswil, Titterten, Waldenburg | 6        |
| Total                                | | 90       |

## Composition
Le tableau ci-dessous donne la composition du Landrat en fonction du parti, de 1999 à 2023.
| Année | PLR | PS | UDC | PEV | LC* | Verts | DS | PVL |
|       |     |    |     |     |     |       |    |     |
| 2023  | 17  | 20 | 21  | 4   | 10  | 12    | -  | 6   |
| 2019  | 17  | 22 | 21  | 4   | 9   | 14    | -  | 3   |
| 2015  | 17  | 21 | 28  | 4   | 9   | 8     | -  | 3   |
| 2011  | 14  | 21 | 24  | 4   | 12  | 12    | -  | 3   |
| 2007  | 20  | 22 | 21  | 4   | 11  | 11    | 1  | -   |
| 2003  | 19  | 25 | 20  | 3   | 11  | 8     | 4  | -   |
| 1999  | 22  | 25 | 14  | 3   | 12  | 5     | 9  |     |

*PDC + PBD

## Historique
Le nombre de sièges au Landrat est fixé à 80 en 1927, puis à 84 en 1983. Il est porté à 90 en 1994 à la suite du rattachement du district de Laufon au canton. 
Les députés sont élus au système majoritaire jusqu'en 1919, puis à la proportionnelle. Le canton compte 7 cercles électoraux à partir de 1919, puis 11 à partir de 1983 et enfin 12 à partir de 1994 (à la suite du rattachement du district de Laufon au canton).
La durée de la législature est de trois ans à partir de 1838, puis de quatre ans à partir de 1959.

### Bases légales
- Constitution du canton de Bâle-Campagne (Cst./BL) du 17 mai 1984 (état le 16 septembre 2019), RS 131.222.2.
- Gesetz über die Organisation und die Geschäftsführung des Landrats (GOL/BL) du 21 novembre 1994 (état 1er janvier 2023), SGS 131
- Gesetz über die politischen Rechte (GpR/BL) du 7 septembre 1981 (état 1er janvier 2023), SGS 120